# Ma’e (köpinghuvudort i Kina, Shaanxi, lat 34,82, long 108,93)
Ma'e (kinesiska: 马额, Ma’e Zhen, 马额镇) är en köpinghuvudort i Kina. Den ligger i provinsen Shaanxi, i den nordvästra delen av landet, omkring 62 kilometer norr om provinshuvudstaden Xi'an. Antalet invånare är 15 399. Befolkningen består av 7 539 kvinnor och 7 860 män. Barn under 15 år utgör 11,0 %, vuxna 15-64 år 78 %, och äldre över 65 år 10,0 %.
Runt Ma'e är det tätbefolkat, med 659 invånare per kvadratkilometer. Närmaste större samhälle är Tongchuan, 8,5 km norr om Ma'e. Trakten runt Ma'e består till största delen av jordbruksmark.
Genomsnittlig årsnederbörd är 619 millimeter. Den regnigaste månaden är september, med i genomsnitt 142 mm nederbörd, och den torraste är december, med 1 mm nederbörd.